# 太平军目
太平军目是太平天国定都天京后颁行的军事组织及作战的纲领性文件，为中后期太平军的建制、作战方针的重要指导性的文件。

## 编制
太平军自起义之时即有相关的军事编制制度，直至永安建制之后颁行了正式的军制编制规定，正式建制之前实行的是以一地一军的方式，也在这之后改为混编，前期作战时所实行的军队编制也在这之后明确并加强完善。
其基础源自《周礼》

五人一伍，五伍为两，四两为卒，五卒为旅，五旅为师，五师一军。

太平军编制与之相同，即：

每5人为一伍，设伍长一员，辖四人；五伍设置两司马一人，辖伍长5人，伍员20人，计26人；四队两司马，设卒长一员，计105人；五卒设旅帅一员，计526人；五旅设师帅一员，计2631人；五师为一军，设军帅一员，计13156人；
自两司马起军官656人，伍卒12500人，为太平军正职官兵数额，此外还有杂职官人员，自两司马起各级官职中又设有正副两职。